# Präeklampsie
Die Präeklampsie (alte Namen: EPH-Gestose, Spätgestose, Schwangerschaftsintoxikation, Schwangerschaftstoxikose, Schwangerschaftsvergiftung) bezeichnet eine hypertensive Erkrankung, welche die Schwangerschaft (Schwangerschaftshypertonie) und das Wochenbett verkomplizieren kann. In seltenen Fällen tritt sie erst bis zu 14 Tage nach der Entbindung auf. Charakterisiert wird die Präeklampsie traditionell durch die prognostisch richtungsweisenden Leitsymptome der Hypertonie (erhöhter Blutdruck) und der Proteinurie (Proteine im Urin). Ödeme (Wassereinlagerungen) allein beeinflussen die Prognose von Mutter und Kind nicht. Aus der früheren Trias der Leitsymptome leitet sich der heute weniger gebräuchliche Name EPH-Gestose ab: Edema (englisch) für die Ödeme, Proteinurie und Hypertension für den Bluthochdruck.

## Symptome
Neben den genannten Leitsymptomen (Bluthochdruck, Proteinurie und Ödeme) berichten Betroffene über Schwindel und Kopfschmerzen, Benommenheit, Sehstörungen wie Augenflimmern sowie Übelkeit und Erbrechen. Der Arzt kann eine Hyperreflexie (gesteigerte Reflexe) feststellen.
Zudem kommt es in 20 % der Fälle zu einer Leberbeteiligung und damit einer Erhöhung der Leberwerte (Transaminasen, alkalische Phosphatasen und Bilirubin), welche laborchemisch nachgewiesen werden kann.

## Epidemiologie
Ein Bluthochdruck in der Schwangerschaft (hypertensive Schwangerschaftserkrankung) entwickelt sich in etwa 5 bis 7 Prozent aller Schwangerschaften in Westeuropa. In 70 % dieser Fälle besteht eine Präeklampsie, in 30 % ein vorher schon bestandener, nicht diagnostizierter Bluthochdruck. Häufiger betroffen sind Erstgebärende und Frauen über 35 Jahre. Weitere Risikofaktoren sind das Auftreten von Präeklampsie in einer vorangegangenen Schwangerschaft, Mehrlingsschwangerschaften, vorbestehender Bluthochdruck, Adipositas und Diabetes mellitus. Mehrere Studien geben Hinweise, dass eine Parodontitis das Risiko einer schweren Präeklampsie erhöhen kann. Autoimmunerkrankungen erhöhen erheblich das Risiko für eine Präeklampsie; hervorzuheben ist hier das Antiphospholipid-Syndrom (APS), welches als schwerwiegendster aller Risikofaktoren das Auftreten einer Präeklampsie oder Eklampsie um das Neunfache begünstigt.

## Ätiologie
Die Ursachen für eine Präeklampsie sind nicht eindeutig geklärt. Diskutiert wird eine gestörte Implantation des Trophoblasten, was zur Folge hat, dass die Blutgefäße in der Dezidua nicht so umgebaut und erweitert werden wie eigentlich notwendig während einer Schwangerschaft. Ein Hinweis auf diese Hypothese ist, dass die von extravillösen Trophoblasten in den Blutkreislauf der Mutter abgegebene Diaminoxidase in der Frühschwangerschaft bei jenen Frauen signifikant vermindert ist, bei denen später eine Präeklampsie diagnostiziert wurde. Auch Störungen im Prostaglandinstoffwechsel scheinen eine Rolle zu spielen. Ein bakterieller oder viraler Ursprung ist hingegen unwahrscheinlich. Eine Studie der Universität von Pittsburgh zeigt, dass ein Vitamin-D-Mangel in der Frühschwangerschaft das Entstehen der Krankheit begünstigt. Eine Reihe neuerer Untersuchungen lassen indes eine zentrale Beteiligung von Blutdruck-regulierenden (endothelialen) Substanzen als am wahrscheinlichsten erscheinen.
In einer Studie an Mäusen konnten Präeklampsie-Symptome durch Herbeiführen eines Mangels an Catechol-O-Methyltransferase (COMT) simuliert werden.

## Veränderungen in der Niere
Signalmoleküle, die von der veränderten Plazenta freigesetzt werden, gelangen über den Blutstrom in die Niere und führen im Nierenkörperchen zu charakteristischen Veränderungen, die für die Leitsymptome der Gestose verantwortlich sind.
Die Nierenkörperchen (Glomerula) sind vergrößert, die Lumina der Kapillarschlingen sind verschlossen aufgrund einer Schwellung von Endothel- und Mesangium-Zellen. Die Schwellung der Endothelzellen wird auch als Endotheliose bezeichnet. Die Zahl der Endothelzellen ist nicht vermehrt. Betroffen ist nur das spezifische fenestrierte Endothel des Nierenkörperchens, die Endothelzellen der Arteriolen sind nicht verändert. Ursächlich für die Eklampsie ist wahrscheinlich eine lokale Gefäßkonstriktionen der Arterien mittleren Kalibers bis zu den Kapillaren (Stase, Ödem). In der Immunfluoreszenz sind Ablagerungen von Fibrin nachweisbar, Immunkomplexe fehlen. Dadurch kann es zu Thrombosen der Nierengefäße kommen (Thrombotische Mikroangiopathie). In der Elektronenmikroskopie fehlen die Fenster der Endothelzellen. Endothelzellen und Mesangiumzellen sind durch Einlagerung von Flüssigkeit und Lipiden so stark angeschwollen, dass die Kapillarlichtungen verschwunden sind. Die kapillären Deckzellen (Podozyten) sind dagegen nicht verändert (Abbildungen unter).
Der Verschluss der Kapillarlichtungen führt zu einem Abfall der glomerulären Filtrationsrate und damit zu Verschlechterung der Nierenfunktion, Wassereinlagerungen und Bluthochdruck. Die Ursache der Proteinurie ist derzeit noch nicht geklärt. Bei anderen Nierenkrankheiten ist die Proteinurie in der Regel auf Veränderungen der Podozyten zurückzuführen, während bei der Gestose die Podozyten nicht verändert erscheinen.
In der gesunden Niere produzieren die Podozyten ständig den Wachstumsfaktor Vascular Endothelial Growth Factor (VEGF). Dieser Wachstumsfaktor ist Voraussetzung für eine regelrechte Funktion der Endothelzellen, insbesondere für die Ausbildung der charakteristischen Fenster. Fehlt VEGF, verlieren die Endothelzellen des Nierenkörperchens die Fenster und schwellen an. Im Blut von Patientinnen mit Gestose sind bereits vor Auftreten von Symptomen hohe Konzentrationen eines löslichen VEGF-Rezeptors nachweisbar, der als sVEGFR1 oder lösliche fms-like Tyrosinkinase (sFlt1) bezeichnet wird. sFlt1 wird in der Plazenta gebildet, gelangt mit dem Blutstrom in die Niere, bindet im Nierenkörperchen an VEGF und hemmt so dessen Wirkung.
Endoglin, ein weiteres Protein, das bei Präeklampsie erhöht ist, führt ebenfalls zur Endothelschwellung, ruft aber keine Proteinurie hervor. Im Tierversuch führt die gleichzeitige Gabe von Endoglin und sFlt1 zu besonders schweren Krankheitsbildern.

## Diagnostik
Bei Verdacht auf eine Präeklampsie – die schwangere Frau berichtet über Schwindel und Kopfschmerzen, Benommenheit, Sehstörungen, Übelkeit und Erbrechen – muss die Betroffene unbedingt ins Krankenhaus eingewiesen werden. Zur Diagnostik sollten zunächst mehrere Blutdruckmessungen erfolgen. Die Ausscheidung von Proteinen im Urin (Proteinurie) sollte gemessen werden, dies sollte für die Diagnose nicht mittels Urin-Teststreifen durchgeführt werden, da Schwangere auch physiologischerweise vermehrt Proteine ausscheiden, sondern mit einem 24-Stunden-Sammelurin. Die Urin-Teststreifen können zur Verlaufskontrolle verwendet werden. Obwohl die Ödeme diagnostisch an Bedeutung verloren haben, können diese mittels Gewichtsmessung zur groben Verlaufskontrolle dienen.
Von einer Präeklampsie spricht man, wenn ein in der Schwangerschaft neu aufgetretener Blutdruck von über 140/90 (beziehungsweise eine Steigerung um mehr als 30/15) und somit eine durch die Schwangerschaft induzierter Hypertonus vorhanden ist und im Urin der letzten 24 Stunden mehr als 300 mg Protein pro Tag gemessen und damit eine Proteinurie bestätigt ist.
Einem Bericht des National Institute of Child Health and Human Development der USA zufolge fand ein Forschungsteam um Richard Levine in Bethesda 2006 eine Test-Methode zur Früherkennung der Präeklampsie. Die Forscher hatten sich noch einmal die Blutproben der Teilnehmerinnen der „Calcium for Preeclampsia Prevention“-Studie vorgenommen. Dort war zuvor die präventive Wirkung von Kalzium als nicht signifikant wirksam herausgearbeitet worden. Ihnen fiel bei der erneuten Analyse auf, dass der Endoglinwert bereits zwei bis drei Monate vor dem klinischen Auftreten der Präeklampsie ansteigt. Sie veröffentlichten daraufhin eine Fall-Kontroll-Studie im New England Journal of Medicine, die belegt, dass im Blut von Schwangeren bereits Wochen vor den ersten Symptomen ein Anstieg bestimmter Proteine nachweisbar ist. Damit lässt sich eine Präeklampsie mithilfe von Serummarkern diagnostizieren. Bei Frauen mit Präeklampsie finden sich veränderte Serumspiegel für PlGF (placental growth factor) und sFlt-1 (soluble fms-like tyrosine kinase-1, auch VEGF-Rezeptor-1). Darüber hinaus kann durch den Nachweis der PlGF- und/oder sFlt-1-Konzentrationen im Blut eine normale Schwangerschaft von einer mit Präeklampsie einhergehenden Schwangerschaft noch vor dem Auftreten der klinischen Symptome abgegrenzt werden. In einer normalen Schwangerschaft steigt der pro-angiogenetische Faktor PlGF während der ersten beiden Trimester an und fällt gegen Ende der Schwangerschaft ab. Im Gegensatz dazu bleibt der anti-angiogenetische Faktor sFlt-1 während des frühen und mittlerens Stadium der Schwangerschaft gleich und zeigt daraufhin bis zum Ende der Schwangerschaft einen ständigen Anstieg. Bei Frauen, die eine Präeklampsie entwickeln, konnten höhere sFlt-1-Konzentrationen und niedrigere PlGF-Konzentrationen festgestellt werden als bei normal verlaufenden Schwangerschaften. Neue Studien zeigten, dass die Bestimmung von PlGF eine höhere Sensitivität aufwies als der Quotient von sFlt1/PlGF. Außerdem wird bei Präeklampsie plazentares Endoglin, ein Mitglied der TGF-β Familie, hochreguliert und als lösliches Endoglin in den Blutkreislauf der Mutter abgegeben. In schweren Fällen von Präeklampsie zeigte sich eine erhöhte Konzentration von löslichem Endoglin.
Zusammenfassend lässt sich sagen, dass die Möglichkeiten zur Diagnose einer Präeklampsie, die sich bisher auf klinische Symptome, Proteinurie-Bestimmung (mindestens 24 Stunden) und Arteria uterina Doppler-Sonographie stützen, durch die schnelle immunologische Bestimmung von PlGF- und sFlt-1-Konzentrationen im Blut der Mutter deutlich verbessert werden. Der SFlt-1/PlGF-Quotient kann die Entwicklung einer Präeklampsie für eine Woche mit hoher Sicherheit ausschließen und das Auftreten innerhalb der nächsten 4 Wochen vorhersagen.

## Therapie
Die einzige kausale Therapie ist die vorzeitige Beendigung der Schwangerschaft. Nach der Geburt verbessert sich der Zustand der Mutter in der Regel schnell. Als ältere Frau hat sie jedoch ein sehr hohes Risiko, erneut Bluthochdruck zu entwickeln.
Da die Ursache der Erkrankung bisher unklar ist, sollte man mit der Behandlung der Symptome vorsichtig sein. Insbesondere der Versuch, Ödeme mit salzarmer Kost oder gar Entwässerungskuren zu bekämpfen, führt in der Regel zur Verschlechterung des Gesundheitszustands der Schwangeren und zu einem bedrohlichen Zustand des Fötus, der dann oft nur durch einen sofortigen Notkaiserschnitt gerettet werden kann. Kinder, die Wochen bis Monate zu früh auf die Welt kommen, kämpfen oft mit Hirnblutungen, Atemnotsyndrom, Nierenversagen oder Augenschäden und bleiben möglicherweise ihr Leben lang in ihrer Entwicklung beeinträchtigt.
Eine unkontrollierte medikamentöse Senkung des Blutdrucks kann zu einer Unterversorgung des Fötus führen und sollte daher erst – zum Schutz der Schwangeren – bei ständigen Werten über 170/110 mmHg erfolgen. Der Blutdruck sollte aber nicht unter 140/90 mmHg gesenkt werden, um den „Erfordernishochdruck“ des Kindes nicht zu stark zu senken und somit das Kind nicht zu gefährden. Durch spezielle Präparate kann allerdings – durch eine Weitstellung der uterinen Gefäße – einerseits eine effektive, für die Mutter notwendige Blutdrucksenkung erreicht werden und gleichzeitig die kindliche Versorgung weiter sichergestellt werden.
Aufgrund des Eiweißverlustes durch die Proteinurie muss durch die Ernährung genügend Eiweiß zugeführt werden.
In schweren Fällen muss mit dem Auftreten von Krampfanfällen gerechnet werden (→Eklampsie).
Obligatorisch sind die regelmäßige Kontrolle der kindlichen Herzaktionen mit dem Cardiotokogramm (CTG) sowie regelmäßige Wachstums- und gegebenenfalls Dopplerkontrollen des Kindes, um eine chronische Plazentainsuffizienz rechtzeitig zu diagnostizieren. Im Extremfall ist eine vorzeitige Beendigung der Schwangerschaft unumgänglich, um eine Eklampsie zu verhindern, welche sowohl für das Kind als auch die Mutter lebensgefährlich sein kann.

### Vorbeugende Maßnahmen
Nach einer amerikanischen Studie, die von 1996 bis 2000 an 2291 Schwangeren durchgeführt wurde, fand sich ein Zusammenhang zwischen in Schokolade enthaltenem Theobromin im Serum und Präeklampsie. Bei hohen Werten trat Präeklampsie seltener auf. Der Genuss von Schokolade selbst verfehlte allerdings die statistische Signifikanz. Ein statistischer Zusammenhang beweist grundsätzlich nie einen ursächlichen Zusammenhang.
Ein systemisches Review von 2020, welches insgesamt Daten von 7125 Patientinnen auswertete, kam zu dem Ergebnis, dass bei Erstgebärenden das Risiko für das Auftreten einer Präeklampsie durch stärkeren Kontakt zum Sperma des Kindsvaters, zum Beispiel durch ungeschützten Verkehr oder Oralverkehr, sinkt.

## Verlauf
Der Verlauf einer Präeklampsie ist progressiv und schwer vorhersehbar. Jede diagnostizierte Präeklampsie bedarf der stationären Aufnahme und engmaschiger medizinischer Überwachung. Als schwere Komplikationen der Präeklampsie können Eklampsie oder das HELLP-Syndrom auftreten. Grundsätzlich muss eine sorgfältige Risikoabwägung unter Berücksichtigung der Gefährdung für Mutter und das ungeborene Kind vorgenommen werden. Durch Blutdrucksenkung allein kann eine Verschlimmerung nicht verhindert werden.

## Prognose
Das Risiko einer Frühgeburt und lebensgefährlichen Blutdruck-Entgleisung der Mutter steigt mit dem Schweregrad der Präeklampsie. Deshalb ist die Kontrolle und allfällige Einstellung des Blutdrucks sowie die Messung des ausgeschiedenen Eiweißes im Urin im Rahmen der Schwangerschaftsvorsorge von großer Bedeutung. Die Früherkennung einer Präeklampsie ist seit 2009 mittels eines Bluttests (Bestimmung von PlGF- und sFlt-1-Konzentration) möglich.
Die Symptome bilden sich nach der Entbindung (ob diese nun spontan oder forciert eintritt) zurück.